# 金軟景
金軟景（： Kim Yeon-gyeong，1988年2月26日—），前南韓職業女子排球運動員，位置為外線擊球手。前韓國國家女排隊長。她於2021年8月宣布從國家隊退役。
金軟景身材高䠷，技術全面，扣球兇狠且富於變化，讓對手難以防範，是韓國女排的主要得分手。2010年女排世錦賽是金妍景首次以隊中核心主力身份參賽。與同年代的中國主攻手王一梅和日本的木村沙織齊名，球壇美名“世界第一主攻”。
2011-12賽季幫助土耳其球隊費內巴切拿下隊史第一座并且是目前为止唯一一座歐洲女排聯賽冠軍盃。

## 生平
金軟景自小學四年級開始接觸排球，初中時因為身高只有160公分，只能擔任排球隊中的自由球員。高中時，她一下子長高了20公分，並開始她的主攻手生涯。2005年從韓日電算女子高校畢業後，加入了韓國球會興國生命。
2012年倫敦奧運，韓國女排被分入有「死亡之組」之稱的B組（同組其餘隊伍分別為美國、巴西、中國、土耳其、塞爾維亞），外界皆不看好韓國女排。然而奧運一開賽，金軟景表現突出，韓國女排不但在美國手中搶下一局，接著擊敗塞爾維亞（打破先前七戰七敗的紀錄），關鍵之戰更以3:0橫掃08年奧運以及該屆奧運的冠軍巴西，和土耳其與中國打進第五局，最終以小組第三突圍死亡之組。1/4決賽中對上2011年的世界冠軍義大利。在金軟景的發揮下，韓國女排以3:1力克義大利晉級奧運四強，儘管最後連負美國與日本，排名第四，並沒有獲得獎牌，但已經是韓國女排繼1976年蒙特婁奧運(第四名)後的最佳成績，雖敗猶榮。另外，金軟景也是2012倫敦奧運的MVP與得分王。她總共轟下207分(扣球185分，攔網15分，發球7分)，總得分遠遠高出排名第二的美國球星胡克爾（161分）
雖然金軟景是以強勁的攻擊火力著稱，但是防守技術亦十分精湛，一傳到位率相當高，加上一手大力跳發絕活，是其他球隊的重點攔防對象。
金軟景曾活躍於歐洲排壇，2011年與土耳其豪門球隊費內巴切簽約，2009年到日本參賽當時，是韓國第一位到海外職業聯盟參賽的球員,並在2011-12賽季幫助球拿下隊史第一座歐冠女排冠軍盃,自己也榮獲「MVP」與「得分王」兩座獎項，成為女排歐冠史上第一位同時獲得兩項個人獎項的球員。
2020年，金軟景受傷勢影響，返回韓國治療，與伊薩奇巴希解約。回到韓國後，她依然探詢加盟歐洲、中國的可能性，惟COVID-19疫情流行，進展並不順利，最終加盟韓國聯賽興國生命隊
2021年，金軟景第三度參與奧運會，這也是她最後一次參與奧運。並希望能沖擊獎牌。最終金軟景帶領韓國女排在2020東京奧運取得第四名。賽後她便正式退出國家隊。
2025年2月13日，金軟景例行賽記者會上宣布將於本賽季結束後正式退役，結束長達20年的選手生涯。
2025年5月17至18日，金软景在仁川三山体育馆举办“金软景排球明星邀请赛”（2025 KYK Invitational），正式告别职业选手生涯。金软景排球明星邀请赛由金软景兼任教练和选手的“Team Star金软景明星队”迎战马尔切洛·阿邦丹萨担任教练的“Team World世界明星队”。

## 獲得獎項

### 個人榮譽
- 2005–06赛季韓國職業排球聯賽：最有價值球員（MVP）、最佳得分、最佳扣球、最佳發球
- 2006–07赛季韓國職業排球聯賽：最有價值球員（MVP）、最佳扣球
- 2007–08赛季韓國職業排球聯賽：最有價值球員（MVP）、最佳扣球
- 2008–09赛季韓國職業排球聯賽：最佳發球
- 2009–10赛季日本排球聯賽機構：敢闘賞、最佳得分、最佳主攻（Best 6）
- 2010年KOVO杯: 最有價值球員（MVP）
- 2010–11赛季日本排球聯賽機構：最有價值球員（MVP）、最佳主攻（Best 6）
- 2011年黒鷲旗全日本男女選抜排球大会: 最佳主攻（Best 6）
- 2011–12赛季歐洲女排聯賽冠軍盃：最有價值球員（MVP）、最佳得分
- 2013-14賽季土耳其女子排球联赛: 最佳得分、最佳扣球
- 2013-14賽季歐洲女排盃：最有價值球員（MVP）
- 2014-15賽季土耳其女子排球联赛: 最有價值球員（MVP）、最佳得分、最佳扣球
- 2015年土耳其杯：最有價值球員（MVP）
- 2015年土耳其女排超级杯: 最有價值球員（MVP）
- 2015-16賽季土耳其女子排球联赛: 最佳主攻
- 2015–16赛季歐洲女排聯賽冠軍盃：最佳主攻
- 2017-18中国女子排球超级联赛: 最佳外援
- 2017-18賽季中国排球超級联赛全明星賽: 最受欢迎国际球员奖
- 2019年世界女排俱樂部錦標賽: 最佳主攻
- 2020–21赛季韓國職業排球聯賽：最有價值球員（MVP）、最佳主攻
- 2022–23赛季韓國職業排球聯賽：最有價值球員（MVP）、最佳主攻

### 俱樂部
- 興國生命（朝鲜语：인천_흥국생명_핑크스파이더스）

| 比賽                   | 時間        | 獎項 |
| ---------------------- | ----------- | ---- |
| 韓國職業排球聯賽       | 2005–06赛季 | 金牌 |
|                        | 2007–08赛季 | 銀牌 |
|                        | 2008–09赛季 | 金牌 |
|                        | 2020–21赛季 | 銀牌 |
|                        | 2022–23赛季 | 銀牌 |
|                        | 2023–24赛季 | 銀牌 |
|                        | 2024–25赛季 | 金牌 |
| KOVO盃                 | 2010        | 金牌 |
|                        | 2020        | 銀牌 |
| 日韓V-League Top Match | 2006        | 銅牌 |
|                        | 2007        | 銅牌 |
|                        | 2009        | 金牌 |

- JT吃驚仰天

| 比賽                     | 時間        | 獎項 |
| ------------------------ | ----------- | ---- |
| 日本排球聯賽機構         | 2009–10赛季 | 銀牌 |
|                          | 2010–11赛季 | 金牌 |
| 黑鷲旗全日本男女選拔大賽 | 2010        | 銀牌 |
|                          | 2011        | 金牌 |

- 費內巴切女排俱樂部

| 比賽               | 時間        | 獎項 |
| ------------------ | ----------- | ---- |
| 土耳其女子排球聯賽 | 2011–12赛季 | 銅牌 |
|                    | 2013–14赛季 | 銀牌 |
|                    | 2014–15赛季 | 金牌 |
|                    | 2015–16赛季 | 銀牌 |
|                    | 2016–17赛季 | 金牌 |
| 土耳其女排超級盃賽 | 2011        | 銀牌 |
|                    | 2014        | 銀牌 |
|                    | 2015        | 金牌 |
| 土耳其女排杯       | 2013–14赛季 | 銀牌 |
|                    | 2014–15赛季 | 金牌 |
|                    | 2016–17赛季 | 金牌 |
| 歐洲女排冠軍聯賽   | 2011–12賽季 | 金牌 |
|                    | 2015–16赛季 | 銅牌 |
| 歐洲女排盃         | 2012-13賽季 | 銀牌 |
|                    | 2013–14赛季 | 金牌 |

- 上海光明優培

| 比賽             | 時間        | 獎項 |
| ---------------- | ----------- | ---- |
| 中國女子排球聯賽 | 2017-18賽季 | 銀牌 |
| 中國女子排球聯賽 | 2020-21賽季 | 銅牌 |

- 伊薩奇巴希女排俱樂部

| 比賽                 | 時間        | 獎項 |
| -------------------- | ----------- | ---- |
| 土耳其女子排球聯賽   | 2018–19赛季 | 銀牌 |
| 土耳其女排超級盃賽   | 2018        | 金牌 |
|                      | 2019        | 金牌 |
| 土耳其女排杯         | 2018–19赛季 | 金牌 |
| 世界女排俱樂部錦標賽 | 2018        | 銅牌 |
|                      | 2019        | 銀牌 |

### 韓國國家女子排球隊
- 2009 亞錦賽
  - 個人獎項: "得分王"
- 2009 世界女排大獎賽
  - 個人獎項: "得分王"
- 2010廣州亞運
  - 團隊獎項: 亞軍
- 2010 亞洲盃（英语：Asian Women's Volleyball Cup）
  - 團隊獎項: 季軍
  - 個人獎項: "得分王"
  - 個人獎項: "最佳扣球"
- 2011 亞錦賽
  - 團隊獎項: 季軍
  - 個人獎項: "得分王"
  - 個人獎項: "最佳扣球"
- 2012倫敦奧運
  - 團隊: 殿軍
  - 個人獎項: "MVP"
  - 個人獎項: "得分王"
- 2014仁川亞運
  - 團隊: 冠軍
- 2015年亞洲女子排球錦標賽
  - 團隊: 亞軍
  - 個人獎項: "最佳扣球"
- 2017年亞洲女子排球錦標賽
  - 團隊: 季軍
  - 個人獎項: "最佳扣球"
- 2018雅加達亞運
  - 團隊: 季軍
- 2019年亞洲女子排球錦標賽
  - 團隊: 季軍
  - 個人獎項: "最佳扣球"
- 2020東京奧運
  - 團隊: 殿軍

## 綜藝節目
| 年份   | 綜藝節目                   | 集數                            |
| 2015年 | SBS《Running Man》         | Ep257                           |
| 2016年 | MBC《無限挑戰》            |                                 |
| 2016年 | MBC《我獨自生活》          | Ep175、Ep176                    |
| 2016年 | KBS《姐姐們的Slam Dunk》   | Ep22、Ep23                      |
| 2017年 | MBC《我獨自生活》          | Ep188、Ep205                    |
| 2018年 | MBC《我獨自生活》          | Ep232、Ep233、Ep234             |
| 2018年 | KBS《大國民脫口秀-你好》   | Ep364                           |
| 2019年 | MBC《我獨自生活》          | Ep300、301                      |
| 2019年 | MBC《黃金漁場Radio Star》  | Ep638                           |
| 2020年 | MBC《玩什麼好呢》          | Ep43 (200523)                   |
| 2020年 | SBS《家師父一體》          | Ep122 (200531)、Ep123 (200607)  |
| 2020年 | OLIVE《飯bless you2》      | Ep15 (200625)                   |
| 2020年 | tvN《突破Your Life》       | Ep1 (200627)、Ep2 (200704)      |
| 2020年 | JTBC《認識的哥哥》         | Ep239 (200718)                  |
| 2020年 | MBC《我獨自生活》          | Ep356 (200731)、Ep360 (200829)  |
| 2021年 | MBC《我獨自生活》          | Ep412 (210910)、Ep413（210917） |
| 2021年 | MBC《黃金漁場Radio Star》  | Ep748 (210922)、Ep749 (210929)  |
| 2021年 | SBS《Running Man》         | Ep572 (210926)、Ep573 (211003)  |
| 2022年 | Netflix《韓國No.1》        | 固定主持                        |
| 2023年 | tvN《劉QUIZ ON THE BLOCK》 | Ep196 (230531)                  |
| 2023年 | MBC《我獨自生活》          | Ep499 (230616)                  |

## 外部連結
- JT Marvelous官方網站 （页面存档备份，存于）
- 金軟景個人檔案（JT Marvelous官方網站內) （页面存档备份，存于）
- 金軟景的X（前Twitter） （页面存档备份，存于）
- 金軟景的Instagram帳戶 （页面存档备份，存于）
- YouTube上的金軟景頻道 （页面存档备份，存于）

| 獎項                                        | 獎項                                                                                          | 獎項                                           |
| ------------------------------------------- | --------------------------------------------------------------------------------------------- | ---------------------------------------------- |
| 前任： 謝拉·卡斯楚                          | 世界大冠軍盃排球賽 最佳得分球員 2009                                                          | 繼任： -                                       |
| 前任： 김민지                               | 亞洲盃排球賽 最佳得分球員 2010                                                                | 繼任： Onuma Sittirak                          |
| 前任： 王一梅                               | 亞洲盃排球賽 最佳攻擊球員 2010                                                                | 繼任： Onuma Sittirak                          |
| 前任： 薛明                                 | 亞洲排球錦標賽 最佳攻擊球員 2011                                                              | 繼任： 朱婷                                    |
| 前任： Małgorzata Glinka                    | 歐洲女排冠軍聯賽 最有價值球員 2011-2012                                                       | 繼任： 約瓦娜·布拉科切維奇                     |
| 前任： 耶萊娜·尼科利奇                      | 歐洲女排冠軍聯賽 最佳得分球員 2011-2012                                                       | 繼任： Madelaynne Montano                      |
| 前任： Paula Pequeno                        | 奧林匹克運動會 最有價值球員 2012                                                              | 繼任： 朱婷                                    |
| 前任： 羅根·譚                              | 奧林匹克運動會 最佳得分球員 2012                                                              | 繼任： -                                       |
| 前任： Yelena Pavlova                       | 亞洲排球錦標賽 最佳得分球員 2009、2011、2013                                                  | 繼任： -                                       |
| 前任： 魏秋月                               | 亞洲排球錦標賽 最佳發球球員 2013                                                              | 繼任： -                                       |
| 前任： -                                    | 歐洲女排冠軍聯賽 最有價值球員 2013-2014                                                       | 繼任： 塔蒂亞娜·科舍列娃                       |
| 前任： -                                    | 亞洲盃排球賽 最佳副攻手 2014                                                                  | 繼任： Yekaterina Zhdanova                     |
| 前任： Bethania de la Cruz Helena Havelková | 歐洲女排冠軍聯賽 最佳主攻手 2015-2016 （與 金伯利·希爾）                                      | 繼任： 凱爾西·羅賓遜 金伯利·希爾               |
| 前任： -                                    | 亞洲排球錦標賽 最佳主攻手 2015 （與 朱婷） 2017 （與 Chatchu-on Moksri） 2019 （與 石川真佑） | 繼任： 西川有喜 吳孟潔                         |
| 前任： 加布里埃拉·桂馬萊絲 朱婷             | 世界女排俱樂部錦標賽 最佳主攻手 2019 （與 金伯利·希爾）                                       | 繼任： 加布里埃拉·桂馬萊絲 阿林娜·費多羅夫采娃 |